# Kabinett Nasser II
Das Zweite Kabinett Nasser war vom 17. April 1954 bis zum 22. Februar 1958 die Regierung Ägyptens.

## Ministerrat
| Ministerium                          | Minister                        | Bemerkung            | Ernannt / vereidigt |
| ------------------------------------ | ------------------------------- | -------------------- | ------------------- |
| Premierminister                      | Gamal Abdel Nasser              |                      | 17. Apr. 1954       |
| Außenministerium                     | Mahmud Fauzi                    |                      | 17. Apr. 1954       |
| Verteidigungsministerium und Marine  | Abd al-Hakim Amer               | Generalmajor         | 17. Apr. 1954       |
| Innenministerium                     | Zakaria Mohieddin               | Hauptmann            | 17. Apr. 1954       |
| Ministers of Finance of Egypt        | Abdel Moneim El Kaissouni       |                      | 17. Apr. 1954       |
| Ministry of National Guidance        | Fathi Roudwan                   |                      | 17. Apr. 1954       |
| Industrieministerium                 | Aziz Sidqi                      | [ 1 ]                | 17. Apr. 1954       |
| Bauministerium                       | Abdel Latif Boghdadi            |                      | 17. Apr. 1954       |
| Justizministerium                    | Ahmed Husni                     |                      | 17. Apr. 1954       |
| Gesundheitsministerium               | Nur Ad Din Tarraf               | وزارة نور الدين طراف | 17. Apr. 1954       |
| Ministry of Waqfs                    | Sheikh Ahmed Hassan Al Bakkouri |                      | 17. Apr. 1954       |
| Wirtschaftsministerium               | Mohammed Abu Nosseir            | [ 3 ]                | 17. Apr. 1954       |
| Versorgungsministerium               | Kamal Stino                     |                      | 17. Apr. 1954       |
| Ministers of Education of Egypt      | Kamal el-Din Hussein            | Major                | 17. Apr. 1954       |
| Landwirtschaftsministerium           | Abdul Razzaq Sidki              |                      | 17. Apr. 1954       |
| Ministerium für öffentliche Arbeiten | Ahmed Al Shurabassi             |                      | 17. Apr. 1954       |
| Arbeits- und Sozialministerium       | Hussein Shafei                  | Oberst               | 17. Apr. 1954       |

Quelle: